# مايك فيولا
مايك فيولا (بالإنجليزية: Mike Viola)‏ هو كاتب أغاني وموسيقي ومغن مؤلف أمريكي، ولد في 26 سبتمبر 1966 في Stoughton, Massachusetts ‏ في الولايات المتحدة.

## وصلات خارجية
- الموقع الرسمي
- مايك فيولا على موقع IMDb (الإنجليزية)
- مايك فيولا على موقع ميوزك برينز (الإنجليزية)
- مايك فيولا على موقع ديسكوغز (الإنجليزية)
- مايك فيولا على موقع قاعدة بيانات الفيلم (الإنجليزية)